# Morella microbracteata
Morella microbracteata är en porsväxtart som först beskrevs av August Henning Weimarck, och fick sitt nu gällande namn av B. Verdcourt och R.M. Polhill. Morella microbracteata ingår i släktet Morella och familjen porsväxter. Inga underarter finns listade i Catalogue of Life.